# Kongres Ruchów Miejskich
Związek Stowarzyszeń „Kongres Ruchów Miejskich” (KRM) – federacja skupiająca ruchy miejskie w Polsce.

## Działalność
Kongres Ruchów Miejskich został założony w 2011. Służy współpracy między organizacjami miejskimi z całej Polski i przekładaniu działań lokalnych na poziom ogólnopolski. Związek zrzesza 46 organizacji z ponad 20 miast, m.in. Instytut Spraw Obywatelskich (Łódź), Miasto Jest Nasze (Warszawa), Miasto Wspólne (Kraków), Prawo do Miasta (Poznań), RzeczJasna (Ostróda). Na jego czele od 2021 stoi Marta Jaskulska. Wśród działaczy KRM znajdują się m.in. Joanna Erbel, Hanna Gill-Piątek, Jan Mencwel, Lech Mergler (prezes KRM do 2019), Kacper Pobłocki, Marta Bejnar-Bejnarowicz (prezeska KRM do 2021)
W czerwcu 2011 w Poznaniu odbył się pierwszy Kongres Ruchów Miejskich, który skupił oddolne grupy mieszkańców chcących odgrywać rolę we współtworzeniu miast. Głównym poruszanym problemem było funkcjonowanie prawodawstwa, które nie ułatwia rozwiązywania lokalnych problemów, przykładowo poprzez ścisłe stosowanie zasad inicjatywy prawodawczej wobec projektów wnoszonych przez stronę społeczną. Efektem pierwszego Kongresu Ruchów Miejskich było „9 tez miejskich”, rozwiniętych w 2015 do 15 tez. Odnosiły się do takich problemów wpływających na jakość życia w miastach i hamujących ich rozwój jak: planowanie przestrzenne, transport miejski, mieszkalnictwo, gentryfikacja, metropolizacja, stratyfikacja społeczna i partycypacja mieszkańców, finanse, polityka społeczna i kultura. Poznański Kongres był symbolicznym momentem kształtowania się tożsamości polskich ruchów miejskich, kiedy to też zaczęto używać samego pojęcia „ruchów miejskich”.
Do tej pory odbyło się siedem Kongresów Ruchów Miejskich: II Kongres odbył się w Łodzi w październiku 2012, III Kongres w Białymstoku w październiku 2013, IV Kongres w Gorzowie Wielkopolskim we wrześniu 2015, V w Zagłębiu Dąbrowskim w maju 2017, VI w Ostródzie i Iławie w czerwcu 2019, VII w czerwcu 2021 w Lublinie. Kolejne kongresy stanowią okazję wymiany doświadczeń i dobrych praktyk, koordynacji działań na arenie krajowej, integracji i usieciowienia środowiska oraz budowania jego tożsamości.